# Canne (Kampfsport)

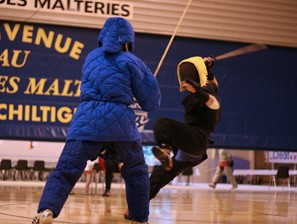
Wettkampf während der Canne de Combat EM 2006 in Frankreich

La Canne

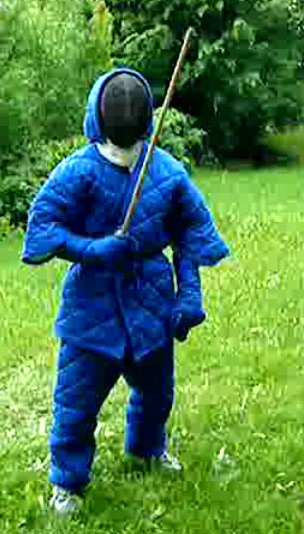
Der Tenue

La Canne (oder Canne de Combat, gelegentlich Spazierstockfechten genannt) ist ein französischer Kampfsport. Es bezeichnet den Kampf mit einem Spazierstock (franz. la canne), der in ganz Europa – besonders im 19. Jahrhundert – verbreitet war. In den 1970ern wurde das Canne de Combat ohne die gefährlichen Techniken standardisiert und mit einem leichten, 95 cm langen Canne aus Kastanienholz sowie Fechtmaske, Tenue und gepolsterten Handschuhen zu einem Wettkampfsport.

## Geschichte
Canne entwickelte sich aus dem Fechten und stand schon früh in Verbindung mit dem immer populärer werdenden Savate, dessen Meister den Spazierstock als Selbstverteidigungswaffe für sich entdeckten. Besonders stark verbunden ist die Tradition von La Canne mit der Charlemont-Schule und mit der Schule des Schweizers Pierre Vigny, der Ende des 19. Jahrhunderts seine Stocktechniken in das von Edward William Barton-Wright erfundene Bartitsu-System einbrachte. Der Stock wurde zur Selbstverteidigungswaffe der europäischen Adligen und der Bourgeoisie, die begeistert feststellten, dass ihr Modeaccessoir auch durchaus praktischen Nutzen hatte, zumal ihnen das Mitführen von Waffen in der Öffentlichkeit untersagt war.
Parallel dazu führte die französische Armee den Unterricht im Stab- und Stockkampf ein und veröffentlichte eine bedeutende Anzahl von Handbüchern, welche sich auch mit den Techniken des französischen Boxens befassten. Das war das goldene Zeitalter des Canne. Stockduelle wurden in der Öffentlichkeit ausgetragen, darunter mehrere Gegenüberstellungen von Schülern von Vigny und Charlemont. Canne de Combat war auch Teil des Programms der Olympischen Spiele 1924 in Paris. Noch heute gilt der plombierte Stock, das heißt der mit Ballast am Ende beschwerte Canne, dem französischen Gesetz nach als Waffe. Viele Techniken lassen sich auch in der heutigen Ausbildung der französischen Polizei wiederfinden.
In Deutschland gab es 2012 etwa 150 aktive Kampfsportler, die Canne ausüben.

## Technik
Kämpfe werden in einem Ring mit einem Durchmesser von 9 m ausgetragen. Der Stock wird dabei in einer Hand gehalten, der Kämpfer kann die Waffenhand aber beliebig wechseln. Auch Kämpfe mit zwei Stöcken sind keine Seltenheit. 
Trefferzonen sind der Kopf, die Schienbeine und bei Männern der Torso unterhalb der Brust und oberhalb der Hüfte. Die Kampfweise ist eine Mischung aus Fechten und Escrima, wobei die Kämpfer auch tiefe Körperhaltungen und hohe Sprünge vollführen. Gekämpft wird nach Punkten. Das heutige Canne de Combat kennt sechs Schläge, von denen zwei horizontal und vier vertikal ausgeführt werden. Verboten sind Stiche und Hiebe sowie Angriffe, die auf den Rücken und auf den hinteren Teil des Kopfes abzielen. Gültige Schläge müssen im so genannten „Armé“ ausgeführt werden, d. h. Stock und Arm müssen in einer Linie sein und der Schlag muss hinter der Körperachse begonnen werden. Ferner kann ein gültiger Treffer nur mit den vorderen 20 cm des Stocks erfolgen.

## Der Stock – La Canne
Das Reglement aus den 1970er Jahren hat nicht nur die Wettkampftechniken kodifiziert, sondern auch Normvorgaben bezüglich des Stocks festgelegt. Der Wettkampf-Canne ist 95 cm lang, hat an der Spitze etwa einen Durchmesser von 1 cm, am Griff 1,5–2 cm und wird in die drei Teile „Griff“ (la manchette), „Paradezone“ (la surface de parade) und die 20 cm „Trefferzone“ (la surface autorisée de touche) unterteilt. Die Übungsstöcke sind für gewöhnlich dicker.

## Der Tenue
Der Tenue ist der wattierte Schutzanzug, der bei offiziellen Wettkämpfen zusätzlich zu Handschuhen, gepolsterter Fechtmaske, Schienbeinschonern und Suspensorium getragen werden muss. 